# Liste von Eishockeyligen
Liste von Eishockeyligen und -pokalturnieren.

## Nordamerika

### Major pro
- National Hockey League
- American Hockey League

#### Ehemalige Ligen
- Amateur Hockey Association
- Eastern Canada Amateur Hockey Association
- Eastern Canada Amateur Hockey League
- Canadian Amateur Hockey League
- Canadian Hockey Association
- International Professional Hockey League
- Manitoba Professional Hockey League
- Maritime Major Hockey League
- National Hockey Association
- Ontario Professional Hockey League
- Pacific Coast Hockey Association
- Pacific Coast Hockey League
- Prairie Hockey League
- Western Canada Hockey League (1921–1926)
- Western Pennsylvania Hockey League
- World Hockey Association

### Minor pro
- All American Hockey League
- Central Hockey League
- ECHL
- Federal Hockey League
- Ligue Nord-Américaine de Hockey
- Southern Professional Hockey League

#### Ehemalige Ligen
- All-American Hockey League
- Atlantic Coast Hockey League
- Atlantic Coast Hockey League (2002)
- California Hockey League
- Canadian Professional Hockey League
- Central Hockey League (1963–1984)
- Eastern Hockey League
- Eastern Professional Hockey League (1959–1963)
- Eastern Professional Hockey League (2008–2009)
- International Hockey League
- International Hockey League (2007–2010)
- Michigan-Ontario Hockey League
- Mid-Atlantic Hockey League
- North American Hockey League
- North Eastern Hockey League
- North West Hockey League
- Pacific Hockey League
- South East Hockey League
- Southern Hockey League
- Sunshine Hockey League
- Tropical Hockey League
- United States Hockey League (1945–1951)
- West Coast Hockey League
- Western Canada Hockey League (1932–1933)
- Western Hockey League
- Western Professional Hockey League
- World Hockey Association 2

### Frauen
- Canadian Women’s Hockey League
- Western Women’s Hockey League
- National Women’s Hockey League (1999–2007)
- Premier Hockey Federation (bis 2021 National Women’s Hockey League)

### College
- National Collegiate Athletic Association/Eishockey
- Atlantic Hockey
- Central Collegiate Hockey Association
- College Hockey America
- ECAC Hockey
- Hockey East

### Junioren

#### Canadian Hockey League
- Ontario Hockey League
- Quebec Major Junior Hockey League
- Western Hockey League

#### Canadian Junior Hockey League
- Alberta Junior Hockey League
- British Columbia Hockey League
- Central Junior A Hockey League
- Manitoba Junior Hockey League
- Maritime Junior A Hockey League
- Northern Ontario Junior Hockey League
- Ontario Junior Hockey League
- Quebec Junior AAA Hockey League
- Saskatchewan Junior Hockey League
- Superior International Junior Hockey League

## Lateinamerika

### Mexiko
- Liga Mexicana Élite

### Brasilien
- Brasilianische Eishockeyliga

## Europa

### Supranationale
- Alps Hockey League
- Central European Hockey League (ehemals BeNe-League)
- European Women’s Hockey League
- Erste Liga (ehemals MOL Liga)
- International Hockey League
- Kontinentale Hockey-Liga

#### Ehemalige Ligen
- Alpenliga
- Balkan-Liga
- Baltische Eishockeyliga
- Baltischer Eishockeypokal
- Eastern European Hockey League
- Interliga
- Karpaten-Liga
- North Sea Cup
- Pannonische Liga
- Slohokej Liga
- Six Nations Tournament
- Eishockey-Nationalliga (Österreich)

### Junioren
- Deutsche Nachwuchsliga
- J20 Nationell
- U20 SM-sarja

### Armenien
- Armenische Eishockeyliga

### Belgien
- Eredivisie
- National League
- Belgischer Pokal

### Bosnien und Herzegowina
- Bosnisch-herzegowinischer Eishockeypokal

### Bulgarien
- Bulgarische Eishockeyliga

### Dänemark
- AL-Bank Ligaen
- 1. division
- Dänischer Eishockeypokal

### DDR
- DDR-Oberliga

### Deutschland
- Deutsche Eishockey Liga
- DEL2
- Eishockey-Oberliga
- Eishockey-Regionalliga
- Eishockey-Bayernliga
- Eishockey-Bezirksliga Bayern
- Eishockey-Landesliga Bayern
- Eishockey-Sachsenliga
- Eishockey-Thüringenliga
- Deutsche Frauen Eishockey Liga
- Eishockey-Bundesliga
- 2. Eishockey-Bundesliga

### Estland
- Meistriliiga
- Esiliiga

### Finnland
- Liiga
- Mestis
- Suomi-sarja
- SM-sarja
- I-divisioona
- II-divisioona
- Naisten Liiga (Eishockey) (Frauen)
- Naisten Mestis (Frauen)

### Frankreich
- Ligue Magnus
- Division 1 (Frankreich)
- Division 2 (Frankreich)
- Division 3 (Frankreich)
- Coupe de France
- Coupe de la Ligue

### Georgien
- Georgische Eishockeyliga

### Griechenland
- Griechische Eishockeyliga

### Irland
- Irish Ice Hockey League

### Island
- Isländische Eishockeyliga

### Israel
- Israelische Eishockeyliga

### Italien
- Serie A1
- Serie B
- Serie C
- Coppa Italia
- Supercoppa Italiana

### Jugoslawien
- Jugoslawische Eishockeyliga
- Jugoslawischer Pokal

### Kroatien
- Kroatische Eishockeyliga

### Lettland
- Lettische Eishockeyliga

### Litauen
- Litauische Eishockeyliga

### Luxemburg
- Luxemburgische Eishockeyliga
- Luxemburgischer Eishockeypokal

### Niederlande
- Eishockey-Eredivisie (Niederlande)
- Eerste divisie

### Norwegen
- GET-ligaen
- 1. divisjon

### Österreich
- Österreichische Eishockey-Liga
- Inter-National-League
- Eishockey-Oberliga (Österreich)
- Austrian Women’s Hockey League

### Polen
- Polnische Eishockeyliga
- I liga
- Polnischer Eishockeypokal

### Portugal
- Portugiesische Eishockeyliga

### Rumänien
- Rumänische Eishockeyliga
- Rumänischer Eishockeypokal

### Russland
- Kontinentale Hockey-Liga
- Wysschaja Liga
- Perwaja Liga
- Wtoraja Liga
- Superliga (Russland)
- Internationale Hockey-Liga
- Schenskaja Hockey-Liga

### Schweden
- Elitserien
- HockeyAllsvenskan
- Hockeyettan
- Hockeytvåan
- Division 3
- Division 4
- Kvalserien
- Svenska damhockeyligan (Frauen)

### Schweiz
- National League
- Swiss League
- MySports League
- 1. Liga
- 2. Liga
- 3. Liga
- 4. Liga
- Women’s League (Frauen)
- Swiss Women’s Hockey League B (Frauen)
- Swiss Women’s Hockey League C (Frauen)

### Serbien
- Serbische Eishockeyliga

### Slowakei
- Extraliga (Slowakei)
- 1. Liga (Slowakei)
- 2. Liga (Slowakei)

### Slowenien
- Slowenische Eishockeyliga
- Slohokej Liga

### Sowjetunion
- Wysschaja Liga
- Perwaja Liga
- Sowjetischer Eishockeypokal

### Spanien
- Superliga (Spanien)
- Copa del Rey

### Tschechien
- Extraliga (Tschechien)
- 1. Liga (Tschechien)
- 2. česká hokejová liga

### Tschechoslowakei
- 1. Liga (Tschechoslowakei)
- 1. Česká národní hokejová liga
- 1. Slovenská národná hokejová liga
- 2. Liga (Tschechoslowakei)

### Ukraine
- Ukrainische Eishockeyliga

### Ungarn
- Ungarische Eishockeyliga
- OB I/B. Bajnokság
- Ungarischer Eishockeypokal

### Vereinigtes Königreich
- Elite Ice Hockey League
- English Premier Ice Hockey League
- English National Ice Hockey League
- Scottish National League
- British National League
- Ice Hockey Superleague
- British Hockey League

### Belarus
- Extraliga
- Wysschaja Liga

## Asien

### Supernationale
- Asia League Ice Hockey

### Japan
- Japan Ice Hockey League
- All Japan Ice Hockey Championship

### Volksrepublik China
- Chinesische Eishockeyliga

### Republik China
- Eishockeyliga der Republik China

### Hongkong
- Hong Kong Ice Hockey League

### Indien
- Indische Eishockeyliga

### Israel
- Israelische Eishockeyliga

### Kasachstan
- Kasachische Eishockeymeisterschaft

### Kirgisistan
- Kirgisische Eishockeyliga

### Malaysia
- Malaysische Eishockeyliga

### Mongolei
- Mongolische Eishockeyliga

### Nordkorea
- Nordkoreanische Eishockeyliga

### Singapur
- Singapurische Eishockeyliga

### Südkorea
- Korea Domestic Championship

### Thailand
- Thai World Hockey League

### Türkei
- Superliga (Türkei)

### Katar
- Katarische Eishockeyliga

### Vereinigten Arabischen Emirate
- Emirates Ice Hockey League

## Afrika

### Südafrika
- Südafrikanische Eishockeyliga

## Ozeanien

### Neuseeland
- New Zealand Ice Hockey League

### Australien
- Australian Ice Hockey League
- Goodall Cup